# Attar Motia
Attar Motia is een attar, verkregen door stoomdestillatie van bloemen van de Jasminum sambac in sandelhoutolie. De attar wordt geproduceerd in het district Kannauj, gelegen in het noorden van India. De kleur van de attar is oranjebruin en de sterke geur wordt beschreven als bloemig en zoet, door de sandelhoutolie ook iets houtig.

## Bereiding
De oogst van de bloemen vindt plaats in de vroege ochtend en worden op een koele plaats bewaard in kleine manden, gemaakt van bamboe. De manden met de verse bloemen worden in de koperen ketel (bhapka) gezet, 50 kilo in totaal. Er wordt veel water toegevoegd, zodat de manden met bloemen onder water staan. Daarna begint het destillatieproces.

## Gebruik
De attar wordt verwerkt in dure parfums. Verder kan de attar ook gebruikt worden om het lichaam te parfumeren, wat vooral door moslims gebeurt. In het Arabisch staat de attar bekend als Nasrin en in het Farsi als Yasmin. 